# Coupe des nations du Pacifique 2013
Navigation
Coupe 2012 Coupe 2014
La Coupe des nations du Pacifique 2013 (en anglais : Pacific Nations Cup 2013) est la huitième édition de la compétition. Elle regroupe les équipes des Fidji, des Tonga, du Japon ainsi que les équipes du Canada et des États-Unis qui rejoignent la compétition pour la première fois. La compétition se déroule du 25 mai au 23 juin 2013. Le tenant du titre, les Samoa, ne participe exceptionnellement pas à la compétition afin d'être présent en Afrique du Sud pour un tournoi amical contre les Springboks, l'Italie et l'Écosse.
La compétition est remportée par les Fidji qui inscrivent leur nom au palmarès pour la première fois de l'histoire de la compétition.

## Classement
| Rang | Pays       | J | V | N | D | Bo | Bd | Pm  | Pe  | Diff | Pts |
| ---- | ---------- | - | - | - | - | -- | -- | --- | --- | ---- | --- |
| 1    | Fidji      | 4 | 3 | 0 | 1 | 4  | 0  | 109 | 59  | +50  | 16  |
| 2    | Canada     | 4 | 3 | 0 | 1 | 0  | 1  | 85  | 70  | +15  | 13  |
| 3    | Tonga      | 4 | 2 | 0 | 2 | 1  | 1  | 93  | 96  | -3   | 10  |
| 4    | Japon      | 4 | 2 | 0 | 2 | 1  | 0  | 79  | 82  | -3   | 9   |
| 5    | États-Unis | 4 | 0 | 0 | 4 | 0  | 1  | 48  | 107 | -59  | 1   |

|  | Vainqueur de la compétition. |

Attribution des points : victoire : 4, match nul : 2, défaite : 0 ; plus les bonus (offensif : 4 essais marqués ; défensif : défaite par 7 points d'écart maximum).
Règles de classement : Lorsque deux équipes sont à égalité au nombre total de points terrain, la différence se fait aux nombres de point terrain particuliers entre les équipes à égalité.

## Calendrier des matchs

### 1rejournée
| 25 mai 2013 14 h 10 UTC+09:00 | Japon                                                   | 17 – 27 (5 – 22) | Tonga | Nippatsu Mitsuzawa Stadium, Yokohama 5 598 spectateurs Arbitre : Andrew Gardner |
| 25 mai 2013 14 h 10 UTC+09:00 | Essai(s) : Kizu, Sa'u, Tui Transformation(s) : Goromaru |                  | Essai(s) : Aholelei, Helu, Vainikolo 2 Transformation(s) : Apikotoa 2 Pénalité(s) : Apikotoa Carton(s) jaune(s) : Kaho | Nippatsu Mitsuzawa Stadium, Yokohama 5 598 spectateurs Arbitre : Andrew Gardner |
| 25 mai 2013 14 h 10 UTC+09:00 |                                                         |                  | | Nippatsu Mitsuzawa Stadium, Yokohama 5 598 spectateurs Arbitre : Andrew Gardner |

| 25 mai 2013 14 h 00 UTC−06:00 | Canada                                                               | 16 – 9 (10 – 6) | États-Unis              | Ellerslie Park, Edmonton Arbitre : Francisco Pastrana |
| 25 mai 2013 14 h 00 UTC−06:00 | Essai(s) : Moonlight Transformation(s) : Braid Pénalité(s) : Braid 3 |                 | Pénalité(s) : Siddall 3 | Ellerslie Park, Edmonton Arbitre : Francisco Pastrana |
| 25 mai 2013 14 h 00 UTC−06:00 |                                                                      |                 |                         | Ellerslie Park, Edmonton Arbitre : Francisco Pastrana |

### 2ejournée
| 1er juin 2013 15 h 40 UTC+08:00 | Fidji                                                                        | 22 – 8 (13 – 3) | Japon                                     | Churchill Park, Lautoka Arbitre : Garratt Williamson |
| 1er juin 2013 15 h 40 UTC+08:00 | Essai(s) : Bobo, Nadolo, Naikatini, Natoga Transformation(s) : Koroilagilagi |                 | Essai(s) : Fukuoka Pénalité(s) : Goromaru | Churchill Park, Lautoka Arbitre : Garratt Williamson |
| 1er juin 2013 15 h 40 UTC+08:00 |                                                                              |                 |                                           | Churchill Park, Lautoka Arbitre : Garratt Williamson |

### 3ejournée
| 5 juin 2013 18 h 00 UTC−04:00 | Canada                                                                              | 20 – 18 (10 – 11) | Fidji                                                                                 | Twin Elms Park, Ottawa 4 548 spectateurs Arbitre : John Paul Doyle |
| 5 juin 2013 18 h 00 UTC−04:00 | Essai(s) : Barkwill, Carpenter, Jones Transformation(s) : Braid Pénalité(s) : Braid |                   | Essai(s) : Nadolo, Qera Transformation(s) : Lutumailagi Pénalité(s) : Koroilagilagi 2 | Twin Elms Park, Ottawa 4 548 spectateurs Arbitre : John Paul Doyle |
| 5 juin 2013 18 h 00 UTC−04:00 |                                                                                     |                   |                                                                                       | Twin Elms Park, Ottawa 4 548 spectateurs Arbitre : John Paul Doyle |

### 4ejournée
| 8 juin 2013 14 h 00 UTC−04:00 | Canada | 36 – 27 (9 – 7) | Tonga | Richardson Stadium, Kingston 3 117 spectateurs Arbitre : John Paul Doyle |
| 8 juin 2013 14 h 00 UTC−04:00 | Essai(s) : Duke, Evans, Pritchard Transformation(s) : Pritchard 3 Pénalité(s) : Hearn, Pritchard 4 Carton(s) jaune(s) : Ardron |                 | Essai(s) : Helu, Iongi, Lokotui, Vainikolo Transformation(s) : Hakalo, Morath Pénalité(s) : Morath Carton(s) jaune(s) : Piukala, Halaifonua Carton(s) rouge(s) : Aholelei | Richardson Stadium, Kingston 3 117 spectateurs Arbitre : John Paul Doyle |
| 8 juin 2013 14 h 00 UTC−04:00 | |                 | | Richardson Stadium, Kingston 3 117 spectateurs Arbitre : John Paul Doyle |

### 5ejournée
| 15 juin 2013 19 h 30 UTC−07:00 | États-Unis            | 9 – 18 (9 – 10) | Tonga | Home Depot Center, Carson Arbitre : Francisco Pastrana |
| 15 juin 2013 19 h 30 UTC−07:00 | Pénalité(s) : Wyles 3 |                 | Essai(s) : Piukala 2 Transformation(s) : Hakalo Pénalité(s) : Hakalo, Latu Carton(s) jaune(s) : Latu Langilangi | Home Depot Center, Carson Arbitre : Francisco Pastrana |
| 15 juin 2013 19 h 30 UTC−07:00 |                       |                 | | Home Depot Center, Carson Arbitre : Francisco Pastrana |

### 6ejournée
| 19 juin 2013 19 h 10 UTC+09:00 | Japon                                                                     | 16 – 13 (0 – 3) | Canada                                                                | Mizuho Rugby Stadium, Nagoya 4 456 spectateurs Arbitre : Kevin White |
| 19 juin 2013 19 h 10 UTC+09:00 | Essai(s) : Goromaru Transformation(s) : Goromaru Pénalité(s) : Goromaru 3 |                 | Essai(s) : Hearn Transformation(s) : Pierce Pénalité(s) : Pritchard 2 | Mizuho Rugby Stadium, Nagoya 4 456 spectateurs Arbitre : Kevin White |
| 19 juin 2013 19 h 10 UTC+09:00 |                                                                           |                 |                                                                       | Mizuho Rugby Stadium, Nagoya 4 456 spectateurs Arbitre : Kevin White |

| 19 juin 2013 17 h 10 UTC+09:00 | Fidji                                                                                                | 35 – 10 (17 – 10) | États-Unis                                                           | Mizuho Rugby Stadium, Nagoya 3 459 spectateurs Arbitre : Greg Garner |
| 19 juin 2013 17 h 10 UTC+09:00 | Essai(s) : Kenatale, Matadigo, Matawalu, Nagusa Transformation(s) : Bai 3 Pénalité(s) : Baikeinuku 3 |                   | Essai(s) : Suniula Transformation(s) : Siddall Pénalité(s) : Siddall | Mizuho Rugby Stadium, Nagoya 3 459 spectateurs Arbitre : Greg Garner |
| 19 juin 2013 17 h 10 UTC+09:00 | |                   |                                                                      | Mizuho Rugby Stadium, Nagoya 3 459 spectateurs Arbitre : Greg Garner |

### 7ejournée
| 23 juin 2013 14 h 10 UTC+09:00 | Japon                                                                                          | 38 – 20 (19 – 15) | États-Unis                                                                                         | Chichibunomiya Rugby Stadium, Tokyo 9 467 spectateurs Arbitre : Greg Garner |
| 23 juin 2013 14 h 10 UTC+09:00 | Essai(s) : FujitaFujita, Hirose, Sa'u, Tanaka, Tui, de pénalité Transformation(s) : Goromaru 4 |                   | Essai(s) : Fry, Hume, Wyles Transformation(s) : Wyles Pénalité(s) : Wyles Carton(s) jaune(s) : Fry | Chichibunomiya Rugby Stadium, Tokyo 9 467 spectateurs Arbitre : Greg Garner |
| 23 juin 2013 14 h 10 UTC+09:00 |                                                                                                |                   | | Chichibunomiya Rugby Stadium, Tokyo 9 467 spectateurs Arbitre : Greg Garner |

| 23 juin 2013 12 h 10 UTC+09:00 | Tonga                                                                     | 21 – 34 (14 – 14) | Fidji                                                                           | Chichibunomiya Rugby Stadium, Tokyo 7 195 spectateurs Arbitre : Kevin White |
| 23 juin 2013 12 h 10 UTC+09:00 | Essai(s) : Anderson, Latu Transformation(s) : Fahiua Pénalité(s) : Palu 3 |                   | Essai(s) : Bobo, Nadolo, Nalaga 2 Transformation(s) : Bai 4 Pénalité(s) : Baï 2 | Chichibunomiya Rugby Stadium, Tokyo 7 195 spectateurs Arbitre : Kevin White |
| 23 juin 2013 12 h 10 UTC+09:00 |                                                                           |                   |                                                                                 | Chichibunomiya Rugby Stadium, Tokyo 7 195 spectateurs Arbitre : Kevin White |